# Nmixx
Nmixx (кор. 엔믹스; стилизуется как NMIXX; произносится как: Энмикс) — южнокорейская гёрл-группа, сформированная в 2022 году SQU4D, саб-лейблом JYP Entertainment. Коллектив состоит из шести участниц: Лили, Хэвон, Сольюн, Бэй, Джиу и Кюджин. Джинни покинула группу 9 декабря 2022 года. Дебют состоялся 22 февраля 2022 года с сингловым альбомом Ad Mare.

## Название
NMIXX — это составное слово, где «N» обозначает «Now» (сейчас), «New» (новый), «Next» (следующий), а «Mix» — новые сочетания и разнообразие. Таким образом группа хочет показать новое направление в K-pop индустрии за счёт необычных музыкальных комбинаций.

## История

### Пре-дебют
8 июля 2021 года были открыты аккаунты в социальных сетях для JYPn, и был показан тизер под названием «Blind Package».
9 июля был показан второй тизер, содержащий фразу «Your Next Favorite Girl group», что вызвало слухи о том, что JYP Entertainment скоро дебютирует новую женскую группу. Позже в тот же день JYP Entertainment подтвердили, что они дебютируют новую женскую группу в феврале 2022 года, и что дебютный сингл ограниченным тиражом под названием «Blind Package» будет продаваться только в течение 10 дней, с 16 по 25 июля, и его можно будет только купить в предпродажный период. «Blind Package» выйдет, когда группа дебютирует в феврале 2022 года, и будет состоять из компакт-диска ограниченного тиража, фотокниги, плаката, премиальной карты участника, случайного полароида и прочего. 22 июля стало известно, что предварительный заказ «Blind Package» уже достиг 40 000 копий. 27 июля JYP Entertainment сообщили, что после окончания предварительного заказа «Blind Package» было продано 60 000 копий. 6 августа JYP Entertainment выпустили видео с танцевальной кавер-версией 3 участников, Джинни, Джиу и Кюджин, на YouTube канале JYPn. 20 августа было выпущено новое кавер-видео Джинни. 3 сентября была представлена четвёртая участница Сольюн, через кавер на песню Ли Сонми «Full Moon».
8 октября был выпущен кавер на песню Дуа Липы «Break My Heart», в которой была представлена Бэй. 5 ноября была выпущена кавер песня Стефани Поэтри «I Love You 300», в которой была представлена Хэвон. 19 ноября была представлена Лили.
10 декабря JYP Entertainment подтвердили всех семерых участниц и объявили, что группа дебютирует в феврале 2022 года.

### 2022—2023: Дебют сAd Mare,Entwurf, уход Джинни иExpérgo

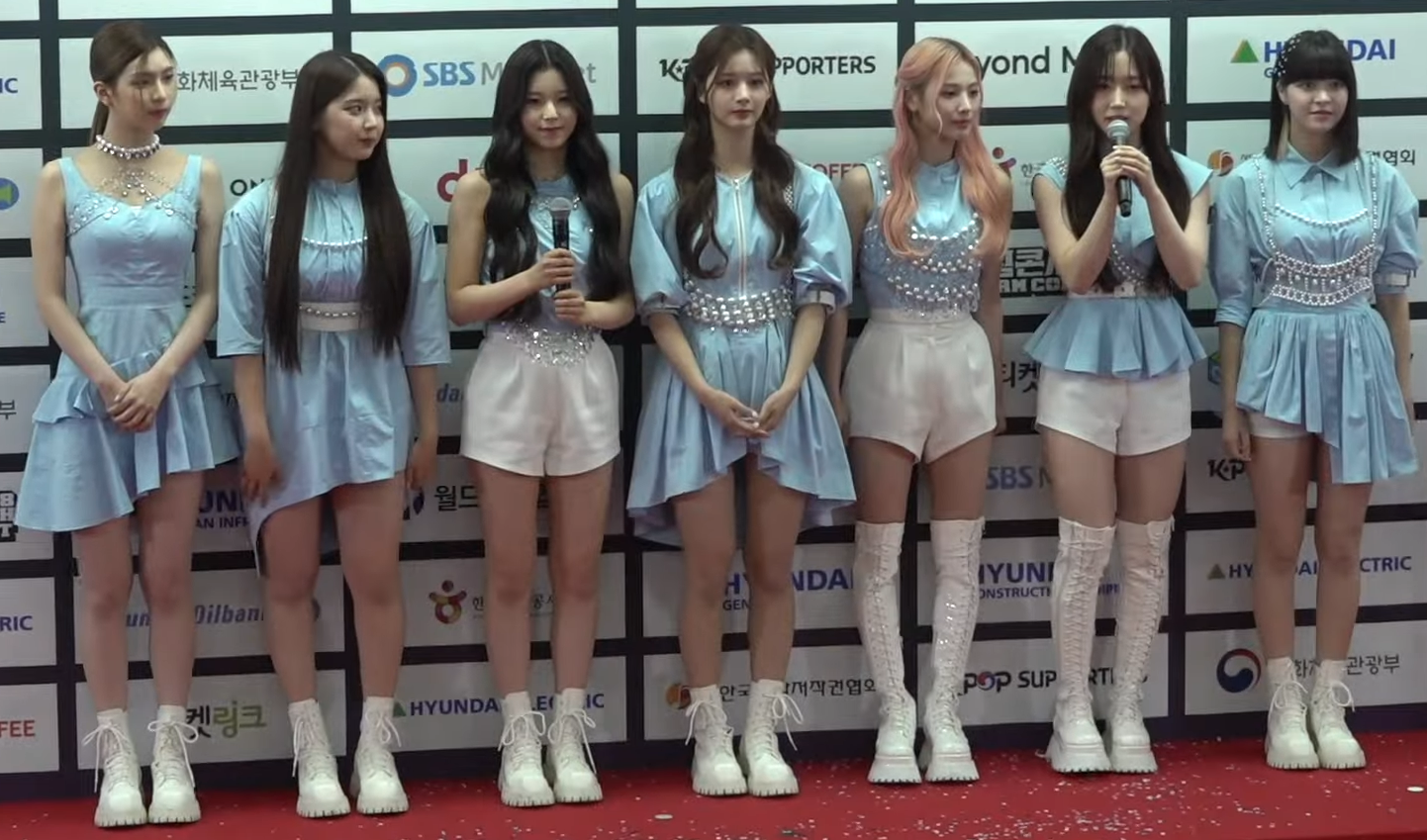
Nmixx в июне 2022 года.

26 января 2022 года JYP Entertainment подтвердили название группы как NMIXX и открыли свои аккаунты в социальных сетях. 27 января вышел трейлер группы под названием «New Frontier: Declaration» Лили отвечала за озвучивание видео.. 27 января вышел трейлер дебюта группы..
3 февраля был обнародован плакат, сообщающий, что первый сингловый альбом группы выйдет 22 февраля 2022 года и будет называться Ad Mare.
4 февраля через Spotify был выпущен альбом в стиле подкаста под названием «Now It’s Time!: We are NMIXX». Участницы группы рассказали о концепции и чувствах, которые они испытали в своём первом сингле. 18 февраля JYP Entertainment объявили, что дебютный шоукейс группы, первоначально запланированный на 22 февраля, будет перенесен на 1 марта после того, как у Бэй был выявлен положительный результат теста на COVID-19.
Nmixx совместно с компанией DreamWorks Animation Gabby’s Dollhouse выпустили корейскую версию песни «Hey Gabby!» вместе с би-сайдом «Sparkling Party» 2 мая. Они также участвовали в проекте Project Ribbon’s Summer Vacation Project вместе с Fromis 9 и Oh My Girl Banhana, чтобы сделать кавер на песню Rainbow «Kiss» с их дебютного мини-альбома 2009 года Gossip Girl. Песня была выпущена 31 июля.
19 сентября группа выпустила второй сингловой-альбом Entwurf с «Dice» в качестве ведущего трека. 23 ноября группа выпустила свой первый сингл «Intermixxion» и первую рождественскую песню под названием «Funky Glitter Christmas»
9 декабря JYP Entertainment объявили, что Джинни покинула группу и расторгла свой контракт по личным причинам, и группа продолжит работу в составе из шести человек.
20 марта 2023 года Nmixx выпустили свой первый мини-альбом Expérgo, с ведущим синглом «Love Me Like This». Они провели тур Nice to MIXX You, состоящий из 13 концертов по Соединённым Штатам и Азии, который начался в мае.
11 июля Nmixx выпустили свой третий сингл-альбом A Midsummer Nmixx's Dream, который состоит из четырёх треков, включая заглавный трек «Party O'Clock», и би-сайд-трек «Roller Coaster».

## Участницы
(Согласно JYP Entertainment, все участницы являются асами и не имеют официальных и четких фиксированных позиций, было лишь сообщено, что группа состоит из 6 вокалисток, танцоров и вижуалов)
| Сценический псевдоним | Сценический псевдоним | Настоящее имя | Настоящее имя | Дата рождения | Позиция                          |
| Основной              | Другой                | На русском    | Хангыль       | Дата рождения | Позиция                          |
| --------------------- | --------------------- | ------------- | ------------- | ------------- | -------------------------------- |
| Лили                  | Lily                  | Лили Морроу   | 릴리 머로우   | 17.10.2002    | Вокалистка                       |
| Хэвон                 | Haewon                | О Хэ Вон      | 오해원        | 25.02.2003    | Лидер, вокалисткa                |
| Сольюн                | Sullyoon              | Соль Юн А     | 설윤아        | 26.01.2004    | Вокалистка, танцор               |
| Бэй                   | Bae                   | Бэ Джин Соль  | 배진솔        | 28.12.2004    | Вокалистка                       |
| Джиу                  | Jiwoo                 | Ким Джи У     | 김지우        | 13.04.2005    | Рэпер, танцор, вокалистка        |
| Кюджин                | Kyujin                | Чан Кю Джин   | 장규진        | 26.05.2006    | Танцор, рэпер, вокалистка, макнэ |

### Бывшие участницы
| Сценический псевдоним | Сценический псевдоним | Настоящее имя | Настоящее имя | Дата рождения | Позиция                   |
| Основной              | Другой                | На русском    | Хангыль       | Дата рождения | Позиция                   |
| --------------------- | --------------------- | ------------- | ------------- | ------------- | ------------------------- |
| Джинни                | Jinni                 | Чхве Юн Джин  | 최윤진        | 16.04.2004    | Танцор, рэпер, вокалистка |

## Дискография

### Мини-альбомы
- Expérgo (2023)
- Fe3O4: Break (2024)
- Fe3O4: Stick Out (2024)

### Сингл-альбомы
- Ad Mare (2022)
- Entwurf (2022)
- A Midsummer NMIXX's Dream (2023)